# Di tasca nostra
Di tasca nostra è stato un programma televisivo che si occupava della tutela dei consumatori. Uno dei primi esperimenti in questo campo, in onda su Rai 2 dal 1978 al 1980 e dal 1983 al 1986.

## Il programma
I conduttori della trasmissione erano i giornalisti Tito Cortese e Stefano Gentiloni fino al 1980 sostituito da Roberto Costa quando il programma fu riproposto nel 1983.
La rubrica che destò più polemiche si intitolava Svegliarello (parodia di Carosello) e consisteva nel confronto fra le più note marche (sei-otto) di un certo tipo di prodotto, diverso in ogni puntata. Su di una lavagna venivano esposti i risultati di test comparativi condotti da laboratori indipendenti. Le industrie di cui venivano confrontati i prodotti erano grandi multinazionali, che non erano assolutamente abituate a simili confronti e non gradivano la rubrica. La trasmissione fu interrotta nella primavera del 1980 e ripresa nel 1983.
Un altro appuntamento fisso era affidato all'avvocato Ugo Ruffolo, professore di Diritto Civile all'Università di Bologna, che spiegava gli strumenti del diritto civile per difendersi dalle truffe.
La sigla di chiusura del programma era inizialmente Ambiguità di Leopoldo Mastelloni, cui era anche affidato l'intermezzo comico. Nelle successive edizioni venne scelta come sigla Mille lire di Sergio Endrigo.

## Orario
Trattandosi di un rotocalco della redazione del Tg2, inizialmente il programma andava in onda il sabato dopo la prima edizione del telegiornale (Tg2 Oretredici).
Le ultime edizioni, condotte dal solo Tito Cortese, andarono in onda su Rai 2 il martedì sera in prima serata.

## Polemiche
Nel 1980, nel corso del confronto fra prodotti surgelati, fra cui i bastoncini di pesce, venne affermato che dai test condotti risultava che la Findus utilizzava tetracicline come conservante. L'azienda dimostrò la falsità dell'affermazione e ottenne un risarcimento in spazi pubblicitari gratuiti.